# Anthony Carfano
Anthony Carfano, chiamato anche Little Augie Pisano (New York, 9 novembre 1895 – New York, 25 settembre 1959), è stato un mafioso italiano.
Capodecina della famiglia Genovese di New York, dagli anni venti  agli anni cinquanta, prima alle dipendenze di Joe Masseria, ed in seguito di Lucky Luciano prima, e di Frank Costello poi.

## Inizi
Nato a Manhattan, New York, nel novembre del 1895, da Giovanni Carfagno e Concetta 
Visocchi, entrambi immigrati di origine napoletana. Amico di lunga data di Lucky Luciano, di Frank Costello e di Joe Adonis, iniziò la carriera criminale all'inizio degli anni '20, come sicario e contrabbandiere della Famiglia Masseria.
Nel 1928 Joe Masseria lo promosse "capodecina" del gruppo e gli affidò i racket del gioco d'azzardo e del contrabbando di alcool a Brooklyn e a Coney Island. Con la fine della sanguinosa guerra castellammarese, Luciano divenne il nuovo boss della Famiglia Masseria e Carfano accrebbe il suo potere.
Nel 1936 Luciano viene arrestato e condannato ad una lunga pena detentiva, e affidò la reggenza al suo vice, Vito Genovese, ma nel 1937 lo stesso Genovese fu costretto a scappare in Italia per l'accusa di un vecchio omicidio. La reggenza della cosca venne quindi affidata a Frank Costello. Carfano, con Joe Adonis e Willie Moretti, fu tra i boss più fedeli a Costello.

## Trasferimento a Miami
Nel 1939 Frank Costello e Joe Adonis inviarono Carfano a Miami, in Florida, per espandere le operazioni criminali della famiglia in quello stato, alleandosi con la famiglia locale. Con base a Miami, Carfano si occupò di gioco d'azzardo e di riciclaggio, mediante gli alberghi di proprietà della famiglia, tra cui il Wofford Hotel. In pochi anni Carfano incrementò i guadagni del gioco d'azzardo, in società con il boss locale Santo Trafficante Jr, per un valore di milioni di dollari.

## Giochi di potere all'interno della famiglia mafiosa
Alla fine degli anni quaranta Vito Genovese tornò negli Stati Uniti e cercò di recuperare il controllo della famiglia, guidata ufficialmente da Frank Costello dopo l'espulsione di Lucky Luciano in Italia. Nel maggio 1957 Costello sopravvisse ad un attentato ordinato da Genovese, ritirandosi quindi dagli affari. Genovese invitò quindi tutti i capidecina ad accoglierlo come nuovo boss della famiglia.
Pochi alleati sostenevano ancora Costello: Willie Moretti il suo fedele vicecapo era stato assassinato nel 1951, Joe Adonis era stato espulso dagli Stati Uniti nello stesso anno, John De Noia era morto di cause naturali e Rocco Pellegrino e John Biello si erano ritirati. Come segno di rispetto e di sostegno,  subito dopo l'attentato, Carfano volò a New York ad incontrare Costello, per cercare nuove alleanze in grado di contrastare la nuova leadership, proponendosi in tal modo come principale rivale di Genovese. Di conseguenza Genovese ordinò al suo capodecina Anthony Strollo di fare uccidere il suo potenziale rivale.

## Omicidio Carfano
La sera del 25 settembre, 1959, Strollo invitò a cena Carfano al ristorante Marino's, con la scusa di un chiarimento. Finita la cena e la discussione Strollo salutò i suoi commensali e se ne andò dal ristorante. Prima di recarsi da Marino, Carfano passò al noto night club Copacabana. Al ristorante incontrò Janice Drake, ex miss New Jersey e moglie del comico Allan Drake, che si era trovata nelle settimane precedenti a testimoniare al processo a carico della famiglia Gambino e del boss Albert Anastasia. Dopo la cena, Carfano si offrì di accompagnare Janice al suo appartamento a Queens.
I corpi di Antonio Carfano e Janice Drake vennero ritrovati il giorno seguente dentro l'automobile, uccisi con colpi di arma da fuoco nella testa, vicino all'aeroporto La Guardia. Si ipotizzò che due uomini di Strollo si fossero appostati nei pressi dell'aeroporto, e appena videro arrivare l'automobile con le vittime designate, li fecero accostare con una scusa, e fecero fuoco colpendoli in pieno volto.